# يارومير بلاجيك
يارومير بلاجيك (بالتشيكية: Jaromír Blažek)‏ ، من مواليد 29 ديسمبر 1972 في برنو في تشيكوسلوفاكيا ، لاعب كرة قدم تشيكي.
يلعب مع نادي نورمبيرغ الألماني منذ عام 2007.
بدأ باللعب مع منتخب التشيك لكرة القدم في عام 2000.

## روابط خارجية
- يارومير بلاجيك على موقع الاتحاد الدولي (مؤرشف)  (الإنجليزية)
- يارومير بلاجيك على موقع الاتحاد التشيكي (الإنجليزية)
- يارومير بلاجيك على موقع قاعدة بيانات كرة القدم.إي يو (الإنجليزية)
- يارومير بلاجيك على موقع ناشيونال فوتبول تيمز (الإنجليزية)
- يارومير بلاجيك على موقع Soccerway.com (الإنجليزية)
- يارومير بلاجيك على موقع عالم كرة القدم.نت (الإنجليزية)